# Angítia
Angítia o Anguítia era una deessa adorada pels marsis i els marruquins, que vivien a la regió del llac Fucinus. Se suposava que havia estat una persona real que s'ocupava d'ensenyar remeis contra les picades de les serps, i que el seu nom derivava del poder que tenia de matar serps (anguis).
Aquesta deessa curava les picades de serps verinoses i més tard la gent de la regió deia tenir la mateixa facultat. Servi Maure Honorat diu que era d'origen grec i la identifica amb Medea, que després d'haver marxat de la Còlquida va arribar a Itàlia amb Jàson i va transmetre els remeis al poble. El seu nom es troba en diverses inscripcions, i en una d'elles apareix esmentada juntament amb Angerona. Sembla que tenia un temple i un tresor dedicats a ella.